# Islam Bibi
Islam Bibi (1974-2013) foi uma policial feminina do Afeganistão, da província de Helmand. A sede da polícia de Helmand encontra-se no coração de uma das zonas mais inseguras do mundo. Também é pioneira na luta por feminismo na região.
Bibi nasceu em província de Konduz em 1974. Bibi se refugiou no Irã quando os talibãs tomaram o controle de Afeganistão na década de 1990. Regressou a Afeganistão em 2001, depois dedicou-se a criar a sua família em casa dantes de unir à polícia.  Devido ao preconceito institucionalizado, a cultura local considera que as mulheres devem trabalhar no lar e quando trabalham juntas a, a família é difamada. Seu irmão tentou matá-la 3 vezes  em nome da honra da família.

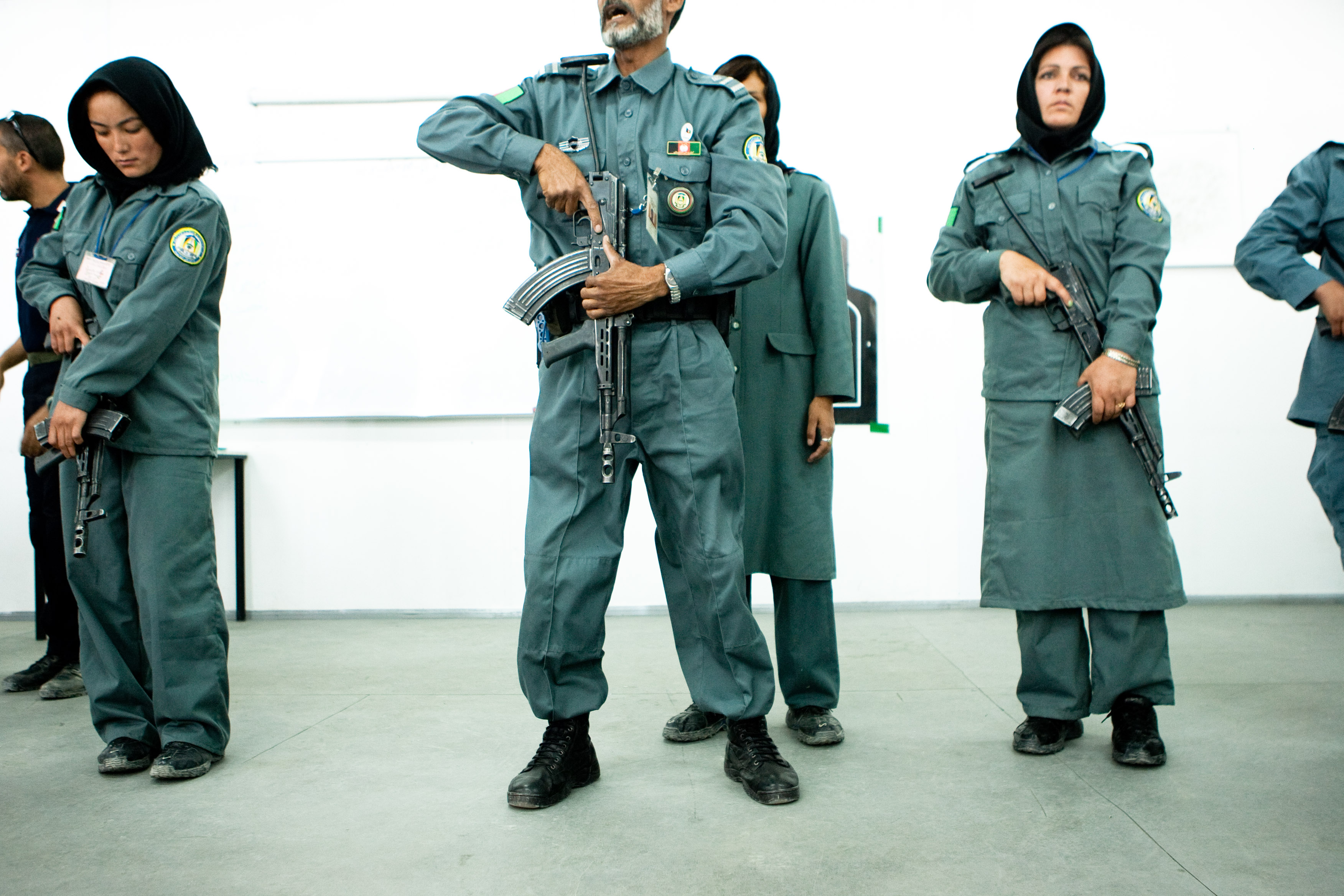
Mulheres polícias em Afeganistão em 2010

Bibi uniu-se à polícia em 2003. Ela chegou a ser a policial mulher com posto mais alto do Afeganistão. Nos seus dois primeiros anos como policial, recebeu muitas ameaças.  Seu trabalho incluiu perseguir os talibãs, procurar terroristas disfarçados nas Burqas e entrar a qualquer casa durante buscas em áreas de mulheres onde não se permitem agentes de polícia masculinos. Como políciais, se cobrem a cara com lenços negros, usam botas grossas e, em alguns casos, usam uniformes de homem. O Human Rights Watch diz que mulheres polícias com frequência experimentam assédio sexual e abuso verbal por parte de seus pares masculinos. Há muito poucos banheiros femininos em todas as estações de polícia em Afeganistão o compartilhamento de banheiros leva a casos de assédio por parte dos homens.
Bibi, mãe de 6 filhos, recebeu um disparo quando saiu de sua casa em 4 de julho de 2013 pela manhã. Ela foi atacada quando conduzia uma motocicleta com seu genro em Lashkar Gah, a capital da província de Helmand. Foi ferida e morreu na sala de emergências do hospital. Não se iniciou nenhuma investigação para averiguar quem foi o responsável pelo tiroteio.